# Scott H. Biram
Scott H. Biram, né le 4 avril 1974 à Lockhart, Texas, États-Unis, est un chanteur, guitariste, et auteur-compositeur de musique blues et de musique country.

## Biographie
Scott Alan Biram grandit dans la banlieue d’Austin, Texas, Prairie Lea, et à San Marcos, également au Texas. Il obtient en 1997 un diplôme d’art à l’Université d’État du Texas.
Avant de devenir un one-man band (homme-orchestre), il était membre d’un groupe de punk (The Thangs) et de deux groupes de bluegrass (Scott Biram & the Salt Peter Boys and Bluegrass Drive-By).

## Musique

### Enregistrements et discographie
Entre 2000 et 2004, Scott H. Biram a sorti cinq albums produits par sa propre maison de disque, KnuckleSandwich Records.  Le premier, This is Kingsbury?, 2000, a été suivi par Preachin' & Hollerin en 2002. En 2003, il sort son troisième album Lo-fi Mojo enregistré en live à la radio à Austin, Texas.
Le 25 mars 2003, sa voiture est percutée violemment par un poids lourd, ce qui le conduit au Centre Médical Militaire de San Antonio, Texas, où ses diverses blessures, plus ou moins graves, sont soignées. Ce qui ne l’empêche pas de jouer, un mois plus tard seulement, sur les planches du Continental Club à Austin, en fauteuil roulant. Pendant sa convalescence, il enregistre dans la maison de ses parents l’album Rehabilitation Blues.
En 2004 il sort son cinquième album The Dirty Old One Man Band, qu’il ressort en 2005 quand il signe avec Bloodshot Records, une maison de disque de Chicago. Toujours chez Bloodshot Records, il sort Graveyard Shift en 2006,  Something's Wrong / Lost Forever en 2009, et Bad Ingredients en 2011.

### Style
Le style de Scott H. Biram s’inspire des grands noms du blues, comme Lightnin' Hopkins ou Leadbelly, dont il reprend souvent des morceaux, notamment Whoa Back Buck et Midnight Special. Ses compositions sont également influencées par la country, le gospel et le punk. Sur scène, il adopte une attitude très rock’n’roll : « Je suis assez fier d’avoir la capacité d’exprimer librement mes émotions, sans retenue » dit-il, « Aujourd’hui trop de gens ont de petites voix timides, comme s’ils n’arrivaient pas à chanter à pleins poumons ».

### Concerts
Depuis 1999, Scott H. Biram se produit sur scène environ 200 soirs par an. Depuis 2005, il a quitté l’Amérique du Nord une quinzaine de fois pour donner des concerts en Europe centrale et au Royaume-Uni.

### Influence
Les morceaux Lost Case Of Being Found, Still Drunk, Still Crazy Blue, et No way ont été utilisés dans la saison 4 de la série Sons Of Anarchy. On peut aussi entendre Wreck My Can dans le film The Darwin Awards avec Winona Ryder et Joseph Fiennes. Blood sweat & murder apparaît dans le film Comancheria. Sa musique figurera aussi dans le documentaire à venir Running Heavy. Le groupe Nashville Pussy a repris Raisin Hell Again sur leur album Get some, sorti en 2005. Le morceau Truckdriver a également été repris par le chanteur de country Hank Williams III.

### Films
Scott H. Biram apparaît dans plusieurs documentaires, comme dans Seven Signs: Music, Myth & the American South, réalisé en 2008 par J.D. Wilkes. Il était l’une des stars du film allemand The Folk Singer : A Tale of Men, Music & America, sorti en 2008. On peut le voir aussi dans le documentaire français « One Trip Some Noise ». Les réalisateurs ont déclaré qu’après l’avoir interviewé en France, Scott H. Biram leur a donné l’envie de venir aux États-Unis faire une version plus longue du documentaire.